# Walter Marcus Pierce
Walter Marcus Pierce (ur. 30 maja 1861, zm. 27 marca 1954) – prawnik, przedsiębiorca i polityk amerykański związany z Partią Demokratyczną.
W 1896 roku ukończył prawo na Uniwersytecie Northwestern i w latach 1895–1907 pracował jako prawnik w Pendleton w Oregonie. W latach 1898–1907 zajmował się również bankowością oraz pracował w sektorze energetycznym. W latach 1907–1937 zajmował się działalnością rolniczą.
Czynnie uczestniczył również w życiu politycznym stanu, służąc między innymi w stanowym senacie w latach 1903–1907 oraz ponownie w latach 1917–1921. W latach 1923–1927 pełnił funkcję gubernatora stanu Oregon. Karierę polityczną zakończył w Izbie Reprezentantów Stanów Zjednoczonych, gdzie zasiadał w latach 1933–1943 przez pięć dwuletnich kadencji Kongresu Stanów Zjednoczonych jako reprezentant drugiego okręgu wyborczego w stanie Oregon.